# Mario David (aktor)
Mario David; właściwie Jacques Paul Jules Marie David (ur. 9 sierpnia 1927 w Charleville; zm. 29 kwietnia 1996 w Paryżu) – francuski aktor filmowy i teatralny; znany m.in. z charakterystycznych drugoplanowych ról w komediach z udziałem Louisa de Funèsa. Zagrał w kilkunastu filmach wyreżyserowanych przez Claude’a Chabrola.
Uczęszczał do szkoły w Saint-Léonard-de-Noblat. Karierę artystyczną rozpoczynał w cyrku i kabarecie; pracując jako klaun, akrobata i treser dzikich zwierząt. W młodości uprawiał również kulturystykę, co pozwoliło mu rozwinąć imponującą sylwetkę; którą wykorzysta potem wielokrotnie w aktorskiej karierze. Na początku lat 50. Robert Dhéry zatrudnił go do swojej trupy teatralnej Les Branquignols, gdzie po raz pierwszy spotkał de Funèsa. Niebawem dzięki Dhéryemu trafił do filmu. Z kolei Robert Hossein sprowadził go do legendarnego teatru Grand Guignol na paryskim Montmartrze.
Zmarł w wieku 68 lat w paryskim szpitalu w wyniku zatoru płucnego. Pochowany na cmentarzu w Limoges.

## Filmografia
- Wycieczka wielkich książąt (1952) jako atrakcja klubu „Bajalo”
- Miłość nie jest grzechem (1952) jako agent na schodach
- Korsarze z lasku bolońskiego (1954) jako sportowiec
- Ach! Te piękne kobietki (1954) jako umięśniony mężczyzna
- Nieznośna dziewczyna (1956) jako Dédé
- Na dwa spusty (1959) jako Roger Tarta, mleczarz
- Jak zdobyć miliard (1959) jako masażysta
- Zagmatwani (1960) jako kierowca
- Kobietki (1960) jako Ernest Lapierre, motocyklista
- Igraszki miłosne (1960) jako przedstawiciel
- Eleganci (1961)
- Kapral w matni (1962) jako Caruso
- Landru (1963) jako prokurator generalny
- Tygrys lubi świeże mięso (1964) jako Dobrovsky
- Piekło (1964) jako Julien
- Człowiek z Hongkongu (1965) jako sierżant Roquentin
- Linia demarkacyjna (1966) jako Urbain, leśniczy z Damville
- O jednego za wiele (1967) jako kierowca autobusu
- Wielkie wakacje (1967) jako atletyczny mężczyzna, którego ciągle niepokoił Bosquier
- Oscar (1967) jako Philippe Dubois, masażysta
- Żandarm się żeni (1968) jako „Rzeźnik” Fredo, niebezpieczny przestępca
- Mózg (1969) jako antykwariusz w pomarańczowym szaliku
- Borsalino (1970) jako Mario
- Zerwanie (1970) jako Gérard Mostelle
- Małżonkowie roku drugiego (1971) jako Requiem, najemnik księcia
- Nieszczęścia Alfreda (1972) jako Kid Barrantin
- Wspaniały (1973) jako krótkowzroczny wykonawca
- Cygan (1975) jako Robert („Bob”)
- Flic Story (1975) jako Raymond Pelletier
- Mroczny przedmiot pożądania (1977)
- Dubler (1977) jako Santos
- Panowie, dbajcie o żony (1978) jako kierowca ciężarówki
- Żandarm i kosmici (1978) jako złodziej puszki oleju ukrywający się w kościele
- Violette Nozière (1978) jako dyrektor więzienia
- Sprzedawca kapeluszy (1982) jako komisarz Pigeac
- Obrońca (1992) jako pan Abecassis, ojciec Pascala
- Piekło (1994) jako Duhamel, stały bywalec zajazdu; filmowiec amator